# Umm Susa
Umm Susa (arab. أم سوسة) – wieś w Syrii, w muhafazie Aleppo, w dystrykcie Dżarabulus. W 2004 roku liczyła 288 mieszkańców.